# آلاون آبوتبول
آلاون آبوتبول (عبری: אלון אבוטבול‎؛ زادهٔ ۲۸ مهٔ ۱۹۶۵) یک هنرپیشه اهل اسرائیل است.
از فیلم‌ها یا برنامه‌های تلویزیونی که وی در آن نقش داشته‌است می‌توان به شوالیه تاریکی برمی‌خیزد، رمبو ۳، یک مشت دروغ، فرمان، هربار که بگوئیم خدانگهدار و ام‌کی اولترا اشاره کرد.